# 8522-es mellékút (Magyarország)
A 8522-es számú mellékút egy rövid, nem sokkal több, mint 2 kilométer hosszú, négy számjegyű országos közút Győr-Moson-Sopron vármegye területén; Fertőszéplakot köti össze a 85-ös főuttal.

## Nyomvonala
Mai vonalvezetése szerint a 8523-as útból ágazik ki, Hegykő déli külterületei között, de lényegében a 85-ös főúttól indul, hiszen kiágazásánál a 8523-as út alig 50 méter megtételén jár túl. Kelet felé vezet az első méterein, majd amikor – mintegy 200 méter után – eléri a feltételezhető eredeti nyomvonalát, ott északkeleti irányba fordul. Elhalad Rongyosmajor településrész mellett, majd 600 méter megtételét követően, nyílt vágányi szakaszon keresztezi a Győr–Sopron-vasútvonal nyomvonalát. 1,3 kilométer után szeli át Fertőszéplak határát, belterületét pedig 1,8 kilométer után éri el; ott a Petőfi Sándor utca nevet veszi fel. Így ér véget a község központjában, beletorkollva a 8518-as útba, annak a 7+750-es kilométerszelvénye közelében.
Teljes hossza, az országos közutak térképes nyilvántartását szolgáló kira.gov.hu adatbázisa szerint 2,275 kilométer.

## Települések az út mentén
- (Hegykő)
- Fertőszéplak